# PETO – Die junge Alternative
PETO – Die junge Alternative (PETO - La alternativa joven) es un partido político juvenil alemán, solo presente en la ciudad de Monheim am Rhein en el estado de Renania del Norte-Westfalia.

## Desarrollo
En las elecciones municipales de Renania del Norte-Westfalia en 1999, el PETO logró el 6.1 por ciento los votos en Monheim y envió a dos de sus miembros al ayuntamiento de Monheim. El partido también participó en las elecciones estatales de Renania del Norte-Westfalia de 2000 y obtuvo el 0,01 por ciento de los votos.
En las elecciones municipales de 2004, sus resultados aumentaron a un 16,6% de los votos, eligiendo a siete concejales, siendo el tercer partido más grande después de la CDU y el SPD en el ayuntamiento de Monheim.
En la elección municipal de 2009, el PETO casi igualó con el 29,56% de los votos a la CDU (30,17%), siendo el segundo partido más grande. Ganó como la CDU 12 de 40 escaños. Lograron un crecimiento de 12,96 puntos porcentuales en comparación con las elecciones de 2004. Al mismo tiempo, el 30 de agosto de 2009, Daniel Zimmermann (de entonces 27 años) del PETO fue elegido el alcalde más joven de Monheim hasta la fecha.
Tras las elecciones de 2009, el gobierno del PETO se caracterizó por la introducción de reformas económicas, en particular por la reducción significativa de impuestos sobre actividades económicas. Como resultado de esta política de reforma, un sinnúmero de nuevas empresas se instalaron en Monheim. Al mismo tiempo los ingresos fiscales aumentaron. La política de reforma exitosa de Zimmermann y el PETO ha ganado reconocimiento a nivel nacional e incluso internacional.
En las elecciones municipales de Monheim en 2014 el PETO participó de nuevo.  Alcanzó 26 de los 40 escaños y por lo tanto la mayoría absoluta en el Ayuntamiento. Zimmermann fue confirmado como jefe de gobierno de la ciudad con más del 95% de los votos emitidos por el Ayuntamiento.